# Роттенбах (Верхняя Австрия)
Роттенбах (нем. Rottenbach (Oberösterreich)) — коммуна (нем. Gemeinde) в Австрии, в федеральной земле Верхняя Австрия.
Входит в состав округа Грискирхен. Население составляет 1083 человека (на 31 декабря 2005 года). Занимает площадь 15 км². Официальный код — 40823.

## Политическая ситуация
Бургомистр коммуны — Роман Анценгрубер (АНП) по результатам выборов 2003 года.